# Moritz Ernemann
Moritz Ernemann   (Eisleben, 15 de març de 1798 - Breslau, 4 d'agost de 1866) fou un pianista i compositor alemany.
Fou enviat pels seus pares A Berlín per a dedicar-lo al comerç, però aviat canvià de carrera estudiant el piano sota la direcció de Ludwig Berger, demostrant al poc temps la seva habilitat com a pianista. El 1820 anà a Polònia amb el príncep Zamoiski, a Varsòvia, ciutat en la qual el nomenaren professor del Conservatori, i on entre d'altres alumnes tingué a Anton Orlowski. Després de la Revolució de 1830 s'establí a Breslau (avui Wroclaw), i el 1836 tornà a Varsòvia per donar alguns concerts.
Com a compositor se li deuen: 10 variacions per a piano en mi bemoll. 10 sobre el tema Là ci darem la mano, dos divertiments, una marxa triomfal, variacions i final sobre el tema Schaene Amika, diversos lieder i cançons a veus soles i amb acompanyament de piano.